# Karl von Lewinski (Jurist)

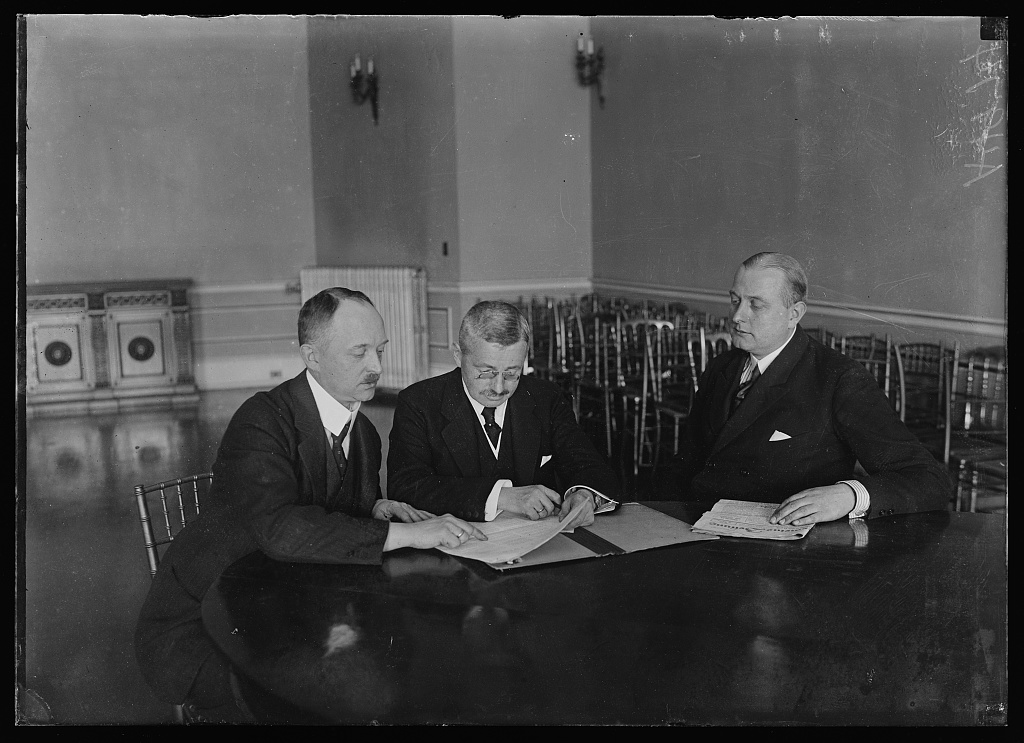
Von links: Karl von Lewinski, Wilhelm Kiesselbach, Otto Kiep (1. Januar 1922)

Karl Hermann Eduard Reinhold von Lewinski (* 2. Dezember 1873 in Straßburg; † 29. Oktober 1951 in Washington, D.C.) war ein deutscher Jurist und Diplomat.

## Ausbildung
Lewinski studierte von 1892 bis 1899 Rechtswissenschaften in Breslau und München, wo er 1893 Mitglied des Corps Ratisbonia wurde.

## Beruflicher Werdegang
Nach dem Referendariat  wurde Lewinski 1903 Gerichtsassessor in Breslau und 1905 Hilfsarbeiter im Reichsjustizministerium. 1907 wurde er Amtsrichter, unterbrach aber seine Richtertätigkeit bis 1909, um in den USA das amerikanische Recht zu studieren. Dort heiratete er auch seine amerikanische Frau.
Seit 1912 Hilfsrichter am Kammergericht, wechselte er 1917 als Rechtsreferent ins Reichskriegsamt, 1918 ins Reichsjustizministerium und 1920 ins Auswärtige Amt. Von 1922 bis 1931 vertrat Lewinski das Reich bei den Reparationsverhandlungen in Washington, D.C. (German American Mixed Claims Commission). Seit 1925 war er zugleich deutscher Generalkonsul I. Klasse in New York.
1931 schied er aus dem Staatsdienst aus und ließ sich in Berlin als Rechtsanwalt nieder. Eine kurze Zeit praktizierte er zusammen mit Helmuth James von Moltke. 1943 wurde er ausgebombt und zog nach Dresden. Nach dem Krieg kehrte er nach Berlin zurück und arbeitete zunächst wieder als Anwalt. Von August 1945 bis zum Januar 1949 war er kommissarischer Leiter des in Berlin-Dahlem ansässigen Kaiser-Wilhelm-Instituts für ausländisches öffentliches Recht und Völkerrecht, das 1947 Bestandteil der Deutschen Forschungshochschule geworden war. Dieses Institut ging später in dem von der Max-Planck-Gesellschaft 1949 in Heidelberg gegründeten Max-Planck-Institut für ausländisches öffentliches Recht und Völkerrecht auf.
1949 zog er nach Washington, wo er bis zu seinem Tod 1951 auf Wunsch der amerikanischen Regierung als Sachverständiger in völker- und privatrechtlichen Fragestellungen tätig war.

## Ehrungen
Wegen seiner zahlreichen Veröffentlichungen vor allem auf dem Gebiet des amerikanischen und des Völkerrechts und seiner Verdienste im deutsch-amerikanischen Verhältnis war Lewinski 1929 die Ehrendoktorwürde von der Wirtschaftswissenschaftlichen Fakultät der Universität zu Köln verliehen worden.